# Сімоне Андзані
Сімоне Андзані (італ. Simone Anzani; нар. 24 лютого 1992, Комо) — італійський волейболіст, центральний блокувальник, гравець італійського клубу «Лубе Воллей» із Треї та національної збірної.

## Життєпис
Народжений 24 лютого 1992 року в м. Комо.
Юнацький період Сімоне пройшов у клубі «Сіслей» (Тревізо), у якому він і розпочав свою професійну кар'єру. Після цього грав в італійських клубах «Energy Resources Carilo Loreto» (2011—2012), «Ґлобо Банка Пополаре Дель Фрузінате» (Globo Banca Popolare Del Frusinate Sora, Сора, 2012—2013), «Кальцедонія» (Верона), «Модена», «Сір Сафети» (Перуджа). Нині виступає у складі «Лубе Воллей». 
Здобув вирішальні бали в третій і четвертій партіях вирішального поєдинку першости світу 2022.

### Досягнення
Зі збірною
- чемпіон Європи 2021,
- переможець першости світу 2022.

Клубні
- Чемпіон Італії 2018, 2021, 2022,
- срібний призер першости світу 2021